# 源清鑒
源 清鑒（みなもと の きよみ、生年不詳 - 承平6年4月14日（936年5月7日））は、平安時代前期から中期にかけての貴族。陽成天皇の皇子。官位は従三位・刑部卿。

## 経歴
醍醐朝の延長3年（925年）源朝臣姓を与えられ臣籍降下し、延長5年（927年）左近衛中将に任ぜられる。朱雀朝にて、従三位に叙せられて公卿に列し、刑部卿を務めた。
承平6年（936年）4月14日薨去。最終官位は刑部卿従三位。
山階に邸宅があり、没後の天慶5年（942年）成明親王が山階陵（醍醐天皇陵）に赴いた際に、休息の場として利用されている。

## 官歴
- 延長3年（925年） 5月20日：臣籍降下（源朝臣）[2]
- 延長5年（927年） 正月12日?：左近衛中将[3]
- 時期不詳：従三位。刑部卿
- 承平6年（936年） 4月14日：薨去（刑部卿従三位）[4]

## 系譜
『尊卑分脈』による。
- 父：陽成天皇
- 母：伴氏
- 生母不詳の子女
  - 男子：源公貞
  - 男子：源公輔
  - 男子：源公雅